# Llogara Nationalpark
Llogara Nationalpark (albansk: Parku Kombëtar i Llogarasë ) ligger i Ceraunic-bjergene i det sydlige Albanien omkring 40 km sydøst for Vlora . Den nås af hovedvejen SH 8, over det 1.027 meter høje Llogara pass.
Nationalparken blev etableret i 1966 og dækker et område på 1.010 hektar  Især beskytter parken bjergskoven af fyrretræer og buske på den nordlige side af Llogara-passet i en højde på mellem 470 m og 2018 moh.

## Flora og fauna
Skoven består hovedsageligt af sortfyr (Pinus nigra), slangebarkfyr (Pinus heldreichii), bulgarsk gran (Abies borisii-regis) og asketræer. Enkelte træer med specielt formede grene har endda navne. 
Vildgeder og rådyr er sjældne i området. Ulv, ræv, husmår og vildkat er mere almindelige. Stenhøne er en af de mest almindelige fugle. Kongeørne, gåsegrib, ådselgribbe, ravne, spurvehøge og stor hornugle lever også i Llogara. 

## Aktiviteter og faciliteter
I nationalparken er der adskillige restauranter og hoteller der fungerer som udflugtsmål. Der er mulighed for vandreture i parken og de omkringliggende bjerge. Den sydlige skråning af Llogarapasset - uden for nationalparken - er et startsted for paragliders, der hvert år bruges til en international konkurrence.
Et besøgscenter blev åbnet i januar 2019.

## Historie
I området omkring nationalparken er der huler med forhistoriske helleristninger.